# Friedhof Bois-de-Vaux

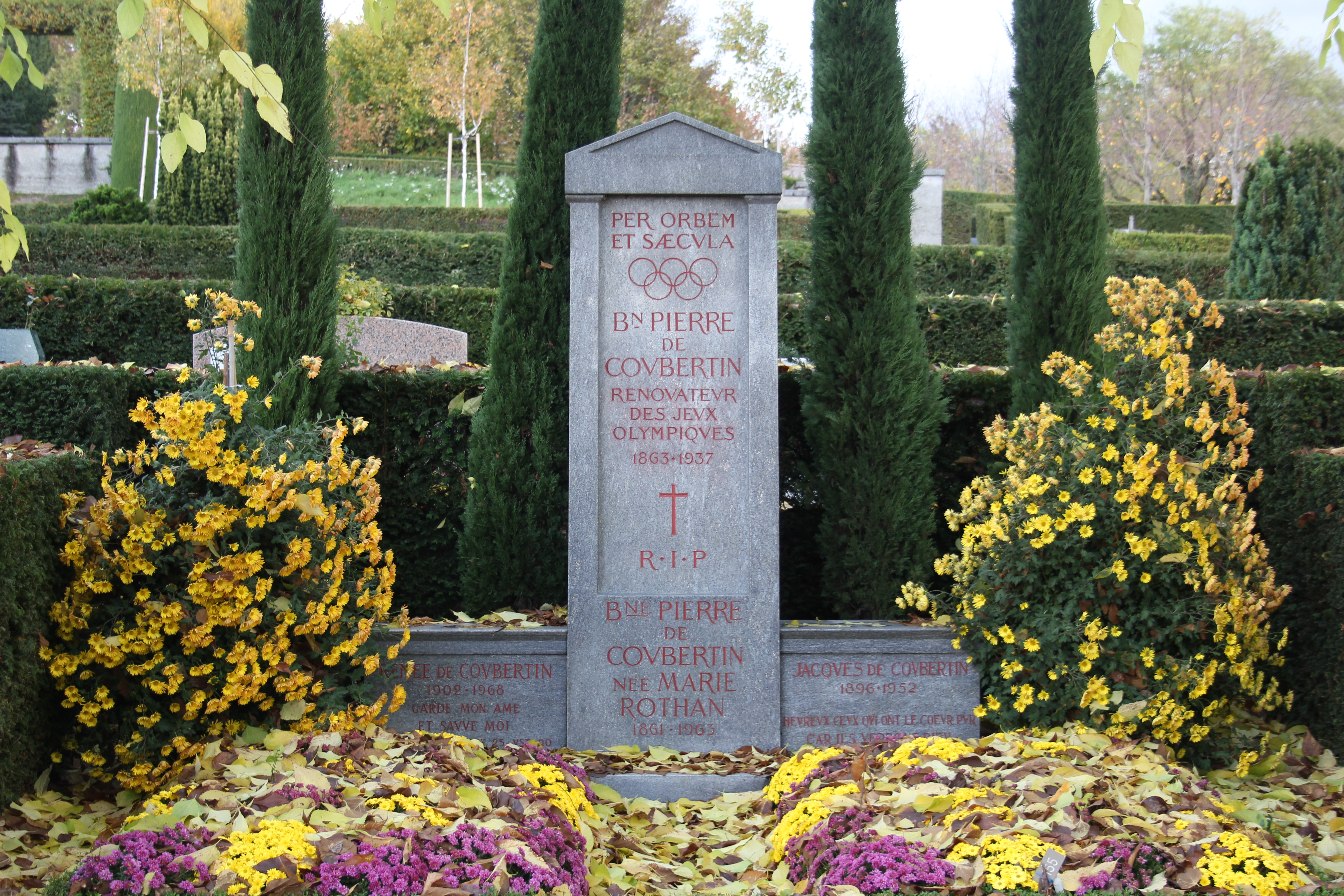
Grabstätte von Pierre de Coubertin

Der Friedhof Bois-de-Vaux (französisch Cimetière du Bois-de-Vaux) ist der grösste Friedhof im Gebiet der Schweizer Stadt Lausanne und ein Kulturgut von nationaler Bedeutung im Kanton Waadt.

## Geschichte
Der Friedhof, der auch eine der grössten historischen Parkanlagen der Stadt Lausanne ist, liegt im Areal Bois-de-Vaux, das zu einem seit dem 17. Jahrhundert bestehenden Landsitz südwestlich des Stadtzentrums gehörte. Bei sporadischen archäologischen Ausgrabungen im frühen 19. Jahrhundert kamen im Gebiet römische Überreste zum Vorschein, die wohl im Zusammenhang mit dem nahe gelegenen antiken Vicus Lousonna am Genfersee stehen.
1916 beschloss die Stadt Lausanne, die alten städtischen Friedhöfe La Sallaz und La Pontaise, die inzwischen mitten in der wachsenden Siedlung lagen, zu schliessen, und erwarb das zur Domäne Bois-de-Vaux gehörende Land, um einen neuen, grossen Friedhof weiter entfernt einzurichten. Nach einem Architekturwettbewerb begann 1922 der Bau der terrassierten Anlage am leicht ansteigenden Hang über dem flachen Uferstreifen. Die Planung lag in den Händen des Westschweizer Architekten Alphonse Laverrière, der in Lausanne unter anderem auch das Bundesgerichtsgebäude realisierte. Bis 1951 erfolgte der Ausbau des Friedhofs, der sich schliesslich über ein weites Gelände im Quartier Montoie/Bourdonnette erstreckte. Das Gebiet ist von internen Alleen erschlossen und weist mehrere Wasserbecken und andere Wasserstellen auf.
Der Friedhof liegt zwischen dem Tal Vallée de la Jeunesse, das am ehemaligen Unterlauf des Flusses Flon für die Landesausstellung Expo 64 gestaltet wurde, im Osten, der Strasse Route de Chavannes im Süden und dem Autobahnzubringer Avenue du Chablais im Norden. Das Gelände umfasst einen Bereich für muslimische Bestattungen. Waldstreifen schirmen den Friedhof gegen die daneben verlaufenden Strassen ab. Für die Bestockung mit grossen Bäumen wählte der Architekt Linden, Ulmen, Ahorne, Trauerweiden, Pappeln, Zypressen und Platanen aus.

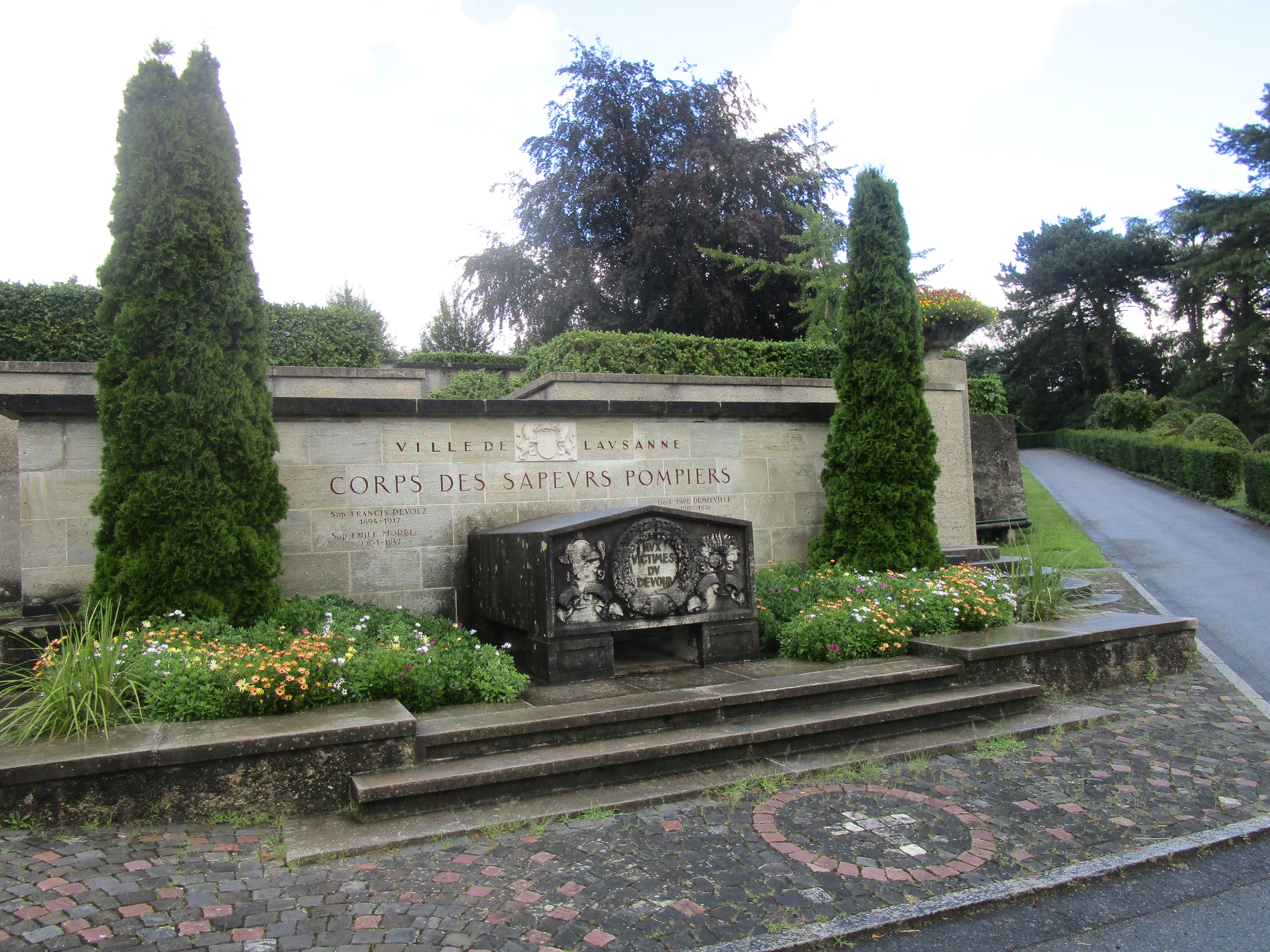
Monument für die Feuerwehrleute

1972 wurde östlich des Friedhofs Bois-de-Vaux und der Vallée de la Jeunesse zusätzlich der städtische Friedhof Montoie mit dem für beide Friedhöfe benützten Krematorium des Architekten Frédéric Brugger angelegt.
Auf dem Friedhof Bois-de-Vaux liegen unter anderem die Gräber des Gründers der modernen Olympischen Spiele Pierre de Coubertin, der Modeschöpferin Coco Chanel, des Lexikographen Paul Robert, des Chansonniers Pierre Dudan und des Architekten Eugène Viollet-le-Duc. An zentraler Stelle im Friedhof steht ein Grabdenkmal für die Feuerwehrleute von Lausanne.